# Zamieszki w Słupsku
Zamieszki w Słupsku – w styczniu 1998 roku, po meczu koszykówki pomiędzy Czarnymi Słupsk a AZS Zagaz Koszalin wybuchły kilkudniowe zamieszki w Słupsku. Bezpośrednią przyczyną była śmierć jednego z kibiców, 13-letniego Przemysława Czai (ur. 7 lipca 1984) oraz próba zatuszowania przez policjantów i prokuratorów jej okoliczności.

## Przebieg wydarzeń
W sobotę, 10 stycznia 1998 roku, około godziny 19:45, Przemysław Czaja wraz z dwustuosobowym tłumem kibiców wracał z meczu koszykówki. Kibicom towarzyszył radiowóz policji. W pewnym momencie część grupy wtargnęła przy czerwonym świetle na przejście dla pieszych przy ul. Szczecińskiej. Jak ustalono w trakcie śledztwa, jeden z policjantów – Dariusz Woźniak – wysiadł z radiowozu i udał się w pościg za uciekającymi na jego widok kibicami, podczas gdy drugi funkcjonariusz – Robert K. – pozostał w radiowozie. Dariusz Woźniak dogonił i kilkakrotnie uderzył Przemysława Czaję pałką policyjną m.in. w okolice głowy i szyi. Poszkodowany zmarł po kilkunastu minutach (około godziny 20:20) w wyniku wylewu spowodowanego odniesionymi obrażeniami.
Obaj policjanci, pomimo próśb kibiców, odmówili wezwania karetki pogotowia.
Po tragicznej śmierci Słupsk stał się areną trwających przez kilka dni zamieszek między kibicami a policjantami, które przybrały na sile szczególnie w nocy z 11 na 12 stycznia 1998 roku. W miejskich walkach brali udział głównie kibice (przybyli również z innych miast). Na ulicach Słupska płonęły barykady, rzucano kamieniami i butelkami z benzyną, zdemolowano 22 policyjne radiowozy, policjanci odpowiedzieli gazem łzawiącym. Tłum ludzi zebrany przed budynkami ówczesnej Komendy Rejonowej Policji w Słupsku i Prokuratury Rejonowej w Słupsku wykrzykiwał hasła: „Śmierć za śmierć” i „MO – Gestapo”. Jedną z ważniejszych przyczyn zamieszek było działanie śledczych z lokalnej prokuratury, a w szczególności wydane przez nich oświadczenie mówiące o tym, jakoby Przemek Czaja zmarł w wyniku nieszczęśliwego wypadku – uciekając przed funkcjonariuszami policji miał wpaść na słup trakcji trolejbusowej, a powstałe w ten sposób obrażenia rzekomo były przyczyną jego śmierci. W powszechnym odczuciu było to próbą popełnienia oszustwa w celu spowodowania uniknięcia przez funkcjonariuszy policji odpowiedzialności karnej za popełniony czyn.
W związku z niebezpieczną sytuacją nowo mianowany wojewoda słupski Jerzy Kuzyniak powołał zespół kryzysowy, w którego funkcjonowaniu brali udział m.in. senator Anna Bogucka-Skowrońska i poseł Kazimierz Janiak. Sytuacja została opanowana w środę 14 stycznia, po zgromadzeniu w mieście ok. 1000 policjantów wyznaczonych do patrolowania ulic. Dzięki wysiłkom lokalnych władz udało się uspokoić atmosferę przed mającym się odbyć pogrzebem chłopca.
W rezultacie walk 239 dorosłych osób zostało zatrzymanych, 72 policjantów odniosło obrażenia, z czego dwóch wymagało leczenia szpitalnego.

## Śledztwo i wyrok
Już następnego dnia po incydencie sąd zastosował wobec Dariusza Woźniaka środek zapobiegawczy w postaci tymczasowego aresztowania. Niezależny Samorządny Związek Zawodowy Policjantów w Słupsku wpłacił za niego poręczenie majątkowe w wysokości 5000 zł.
Po pół roku od zajścia Sąd Okręgowy w Koszalinie skazał Dariusza Woźniaka na karę 6 lat pozbawienia wolności za pobicie ze skutkiem śmiertelnym. Oskarżyciele posiłkowi (rodzice Przemysława Czai) i prokurator odwołali się od tego wyroku oddając sprawę do Sądu Apelacyjnego w Gdańsku. W połowie maja 2001 roku tenże sąd apelacyjny skazał byłego policjanta Dariusza Woźniaka prawomocnym wyrokiem na karę 8 lat pozbawienia wolności za wyżej wymieniony czyn. Zgodnie z przytoczonymi motywami rozstrzygnięcia potrzebę zastosowania surowszej kary uzasadniał sposób działania oskarżonego polegający na zaatakowaniu 13-letniego chłopca, który nie stwarzał bezpośredniego powodu do stosowania agresji.
Dariusz Woźniak został warunkowo przedterminowo zwolniony po odbyciu połowy z zasądzonej kary.
Drugiemu byłemu policjantowi Robertowi K., za nieudzielenie pomocy osobie znajdującej się w stanie bezpośredniego zagrożenia życia lub zdrowia sąd apelacyjny w 1999 roku wymierzył karę ośmiu miesięcy pozbawienia wolności.

## Stanowisko policji
Ówczesny oficer prasowy Komendy Rejonowej Policji w Słupsku Jacek Bujarski przyznał to, że tragiczna śmierć Przemysława Czai, późniejsze zamieszki i kwota, jaką zapłaciła za czyn popełniony przez Dariusza Woźniaka policja, są ciągle przywoływane podczas szkoleń nowej kadry.

## Wpływ na społeczeństwo
Kilka miesięcy po zamieszkach w miejscu śmierci Przemysława Czai władze miasta ustawiły niewielki pomnik upamiętniający tragiczne wydarzenia z 10 stycznia 1998 roku. W pierwszą rocznicę od tych wydarzeń do Słupska przybyło ponad 500 kibiców z całej Polski, którzy wszczęli zamieszki w centrum miasta. Nie nabrały one jednak poważnego charakteru i szybko ustały, zaś kolejne rocznice miały spokojny przebieg. Podczas ich trwania kibice gromadzili się przed pomnikiem, przynoszone były kwiaty i zapalane znicze, odpalano race.
W 2003 roku Athena Sawidis i Grzegorz Siedlecki wyprodukowali film dokumentalny zatytułowany Zabić go! ukazujący kilka dni z pobytu Dariusza Woźniaka w zakładzie karnym.